# Losos
Losos je český rodový název pro několik druhů lososovitých ryb z rodů Salmo a Oncorhynchus. Rody Salmo a Oncorhynchus neodpovídá plně českému pojmenování losos, protože zahrnuje i druhy, které nesou české názvy pstruh, např. Oncorhynchus mykiss – pstruh duhový nebo Salmo trutta – pstruh obecný.

## Druhy
rod Salmo
- Salmo salar Linnaeus, 1758 – losos obecný (losos atlantský)
- Salmo obtusirostris (Heckel, 1851) – pstruh jaderský (losos dalmatský[zdroj?])

rod Oncorhynchus
- Oncorhynchus gorbuscha (Walbaum, 1792) – losos gorbuša
- Oncorhynchus keta (Walbaum, 1792) – losos keta
- Oncorhynchus kisutch (Walbaum, 1792) – losos kisuč
- Oncorhynchus masou (Brevoort, 1856) – losos masu
- Oncorhynchus nerka (Walbaum, 1792) – losos nerka
- Oncorhynchus tshawytscha (Walbaum, 1792) – losos čavyča

## Galerie

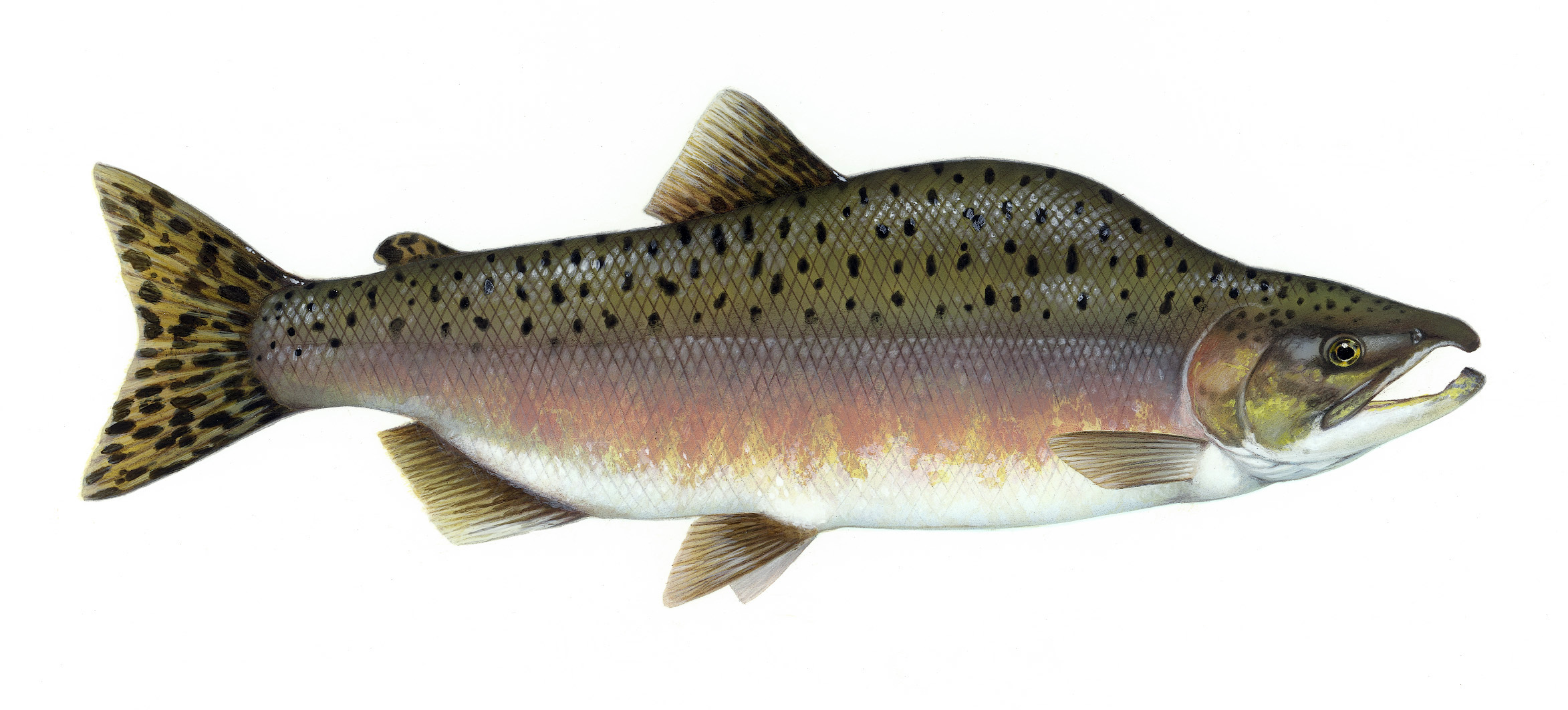
losos gorbuša
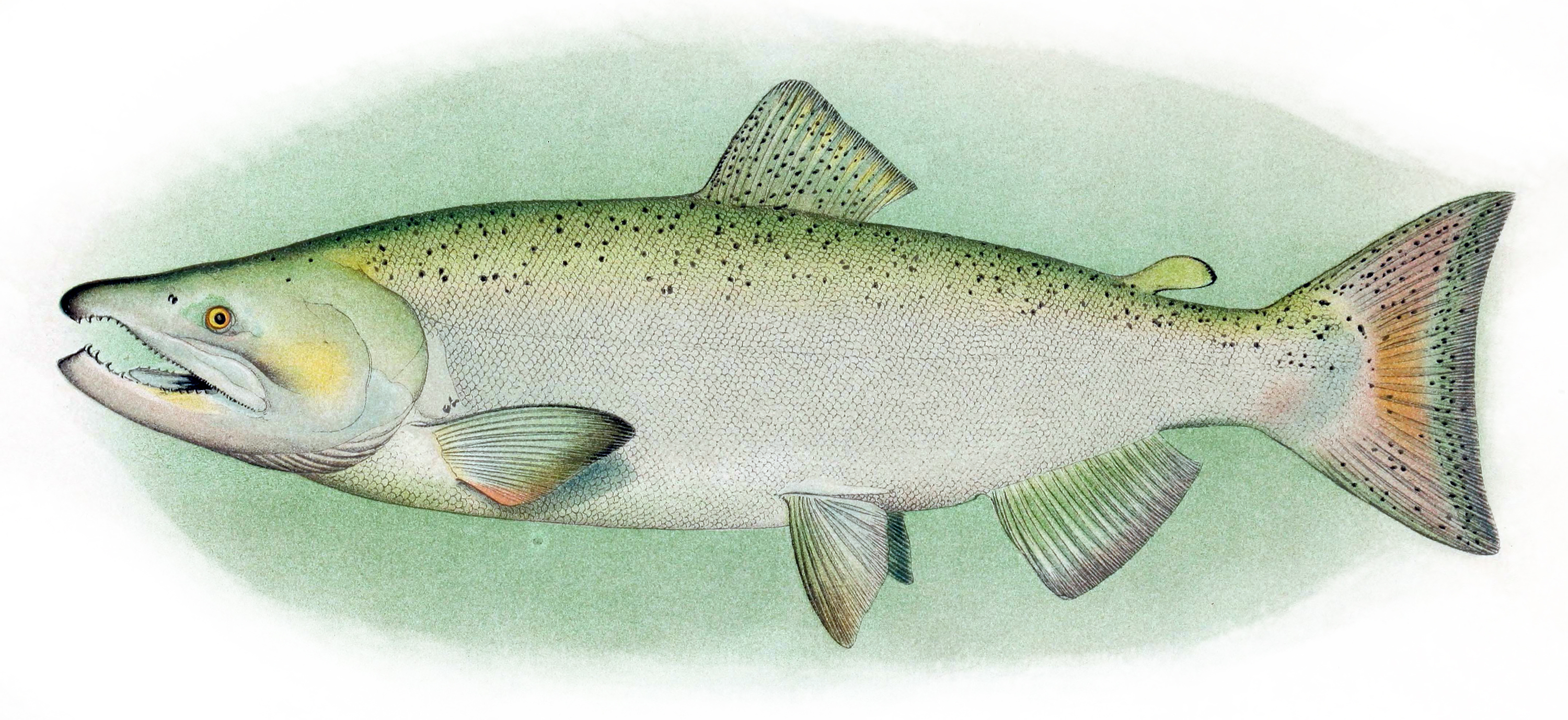
losos čavyča